# Pegasus II (fusée)
Pegasus II, également connu sous le nom de Thunderbolt, était un lanceur orbital lancé depuis un avion en cours de développement entre 2012 et 2015 par la société Orbital Sciences Corporation, pour le compte de Stratolaunch Systems.
Le lanceur devait être transporté par l’avion Scaled Composites Stratolaunch, développé par Scaled Composites, qui est l’avion ayant la plus grande envergure au monde,. Initialement conçu avec des étages inférieurs à propulsion solide et un étage supérieur cryogénique, le design du Pegasus II a été modifié en 2014 pour n’utiliser que des moteurs à propergol solide.
Cependant, l’échec du projet à atteindre les objectifs économiques en matière de coûts et de recettes a conduit à la mise en pause du développement par Stratolaunch en mai 2015. À cette époque, l’entreprise a « rouvert la planification du design et évaluait plus de 70 variantes de lanceurs » destinées à être utilisées avec l’avion Scaled Composites Stratolaunch. 
Finalement, aucun scénario économique viable n’ayant été trouvé, Stratolaunch a interrompu tous les travaux sur sa propre gamme de lanceurs aéroportés en janvier 2019.

## Histoire
Stratolaunch Systems a annoncé ses projets de système orbital lancé depuis un avion en décembre 2011. Le financement devait être assuré par Vulcan, société d’investissement fondée et présidée par le cofondateur de Microsoft, Paul G. Allen. 
Le système de lancement devait comprendre trois éléments principaux : un avion porteur confié à Scaled Composites ; un lanceur initialement confié à SpaceX comme une version dérivée du Falcon 9 appelée Falcon 9 Air — puis confié à Orbital Sciences sous le nom de Pegasus II — ainsi qu’un système d’interface et de fixation entre l’avion et le lanceur, développé par Dynetics.
Le Falcon 9 Air devait être propulsé par quatre moteurs Merlin 1D au premier étage et devait pouvoir placer jusqu’à 6 100 kilogrammes (13 448,19786 livres) en orbite terrestre basse (LEO) ou 2 300 kilogrammes (5 070,63198 livres) en orbite de transfert géostationnaire (GTO). 
Au fil du développement, l’ampleur des modifications nécessaires sur le Falcon 9, incluant d’importantes adaptations structurelles du premier étage pour y intégrer des surfaces aérodynamiques, ainsi que les perturbations de production qui en découleraient, ont conduit Stratolaunch et SpaceX à mettre fin à leur collaboration sur le Falcon 9 Air.
Stratolaunch a alors confié à Orbital Sciences Corporation (Orbital) le développement du Pegasus II. Orbital a reçu un contrat d’étude en novembre 2012, suivi d’un contrat de développement en 2013. Le lanceur comprenait deux étages solides produits par Alliant Techsystems (ATK) et, dans sa configuration initiale, un troisième étage cryogénique. En 2014, cet étage cryogénique a été remplacé par deux étages solides supplémentaires.
En février 2015, Orbital Sciences Corporation a fusionné avec Alliant Techsystems pour former Orbital ATK Inc.
En avril 2015, Stratolaunch a annoncé envisager plusieurs options de lanceurs pour son avion porteur, afin de desservir différentes tailles de satellites, ralentissant ainsi le développement du lanceur d’Orbital.
Cependant, en mai 2015, l’évaluation économique du lanceur à propulsion solide d’Orbital ne répondant pas aux attentes, Stratolaunch a « mis en pause » le projet Pegasus II et « rouvert le plan de conception » en étudiant plus de 70 variantes de lanceurs possibles.
Quelques années plus tard, en janvier 2019, Stratolaunch a mis fin au développement de sa propre famille de lanceurs aéroportés, laissant l’avion porteur sans mission concrète comme vecteur de lancement de fusées orbitales.

## Conception
L’aéronef porteur Stratolaunch a été conçu pour opérer depuis des pistes d’au moins 3 700 mètres de longueur et pour parcourir jusqu’à 2 200 kilomètres avant de larguer le Pegasus II à une altitude de 9 100 mètres. Avec une envergure sans précédent, cet aéronef devait devenir le plus grand jamais construit en termes d’envergure. Le premier vol d’essai était initialement prévu pour 2015 depuis les installations de Scaled Composites à Mojave, en Californie, tandis que le premier lancement de la fusée n’était pas attendu avant 2016,.
Les deux premiers étages du Pegasus II devaient avoir le même diamètre extérieur que les propulseurs d’appoint à poudre de la navette spatiale, mais être construits avec des enveloppes allégées en polymère renforcé de fibres de carbone et utiliser un propergol plus énergétique. Pour assurer un guidage durant la phase atmosphérique, le premier étage devait être équipé de deux ailes et d’un empennage en V dotés de surfaces de contrôle. Le contrôle d’attitude des premier et deuxième étages devait être assuré par un système de commande vectorielle de poussée (TVC).
Le troisième étage devait à l’origine être cryotechnique et redémarrable, utilisant de l’hydrogène liquide et de l’oxygène liquide comme ergols. Les missions vers l’orbite terrestre basse (LEO) auraient utilisé une coiffe de 5 mètres de diamètre et deux moteurs RL10 d’Aerojet Rocketdyne, permettant une capacité d’emport d’environ 6 100 kilogrammes. Les missions vers l’orbite de transfert géostationnaire (GTO) auraient utilisé une coiffe de 4 mètres et un seul moteur RL10, pour une charge utile d’environ 2 000 kilogrammes. Le lanceur complet aurait eu une masse totale d’environ 210 000 kilogrammes.
Le développement du troisième étage cryotechnique a été abandonné en 2014, et ATK a été chargé d’évaluer une alternative basée sur deux étages supplémentaires à propulsion solide. En novembre de la même année, Stratolaunch a confirmé que la conception révisée du Pegasus II serait entièrement composée d’étages à propulsion solide.